# Veli Gërra
Veli Gërra (ur. 1870, zm. 1945) – albański polityk, jeden z reprezentantów Czamerii na zgromadzeniu we Wlorze, podczas którego 28 listopada 1912 roku podpisano Albańską Deklarację Niepodległości.